# Éveil (psychologie)
Pour les articles homonymes, voir Éveil.
 (novembre 2022).
Si vous disposez d'ouvrages ou d'articles de référence ou si vous connaissez des sites web de qualité traitant du thème abordé ici, merci de compléter l'article en donnant les références utiles à sa vérifiabilité et en les liant à la section « Notes et références ».
L' éveil est l'action d’éveiller ou de s’éveiller. Par extension l'éveil a pris le sens d'avertissement, d'alarme en particulier dans le domaine militaire.
L'éveil est aussi l'action d'éveiller son esprit, son intelligence, sa pensée, l'éveil de l’intelligence, de la sensibilité, des sens, mais aussi l'éveil de la nature.
Spécifiquement en ergothérapie, le terme éveil réfère le plus souvent à la traduction du terme Arousal. Le niveau d’éveil détermine nos habiletés à réagir adéquatement en fonction de l’environnement, de la demande de la tâche et du déroulement de la journée.

## Impacts fonctionnels
Un niveau d’éveil optimal permet d’offrir une réponse adéquate aux diverses demandes. Par contre, si le niveau d’éveil est trop bas, la personne pourrait sembler fatiguée, nonchalante ou avoir de la difficulté à se lever ou à entrer en action. Au contraire, si le niveau d’éveil est haut, la personne pourrait avoir de la difficulté à rester en place, à se calmer ou à finir une tâche. Bref, le niveau d'attention ainsi que les capacités permettant d’apprendre et de se comporter convenablement sont dépendantes de notre niveau d’éveil.

## Régulation du niveau d'éveil
La régulation adéquate de l’éveil, au niveau du comportement, est caractérisée par la capacité de l’individu à répondre d’une façon appropriée en fonction de l’intensité et de la durée des stimuli environnementaux. Dans cette même perspective, la modulation de l’éveil reflète la capacité d'une personne à suivre et à répondre convenablement aux défis environnementaux. Concrètement, le niveau d’éveil commence bas au moment du réveil pour augmenter graduellement lors du lever;  il fluctuera ensuite au courant de la journée.
La majorité des personnes adultes ont recours à des stratégies afin d’atteindre et de maintenir un niveau d’éveil adéquat. Pour ce faire, ils peuvent avoir choisi de participer à différentes activités qui répondent à leurs besoins, par exemple des activités de relaxation ou de sensations fortes, etc. Mais encore, ils peuvent simplement avoir recours à de petits gestes au quotidien tels que mâcher de la gomme, jouer avec un crayon, marcher, bouger, entre autres,.